# Agnes Chan
Agnes Chan, conosciuta anche come Agnes Miling Kaneko Chan (cinese tradizionale: 陳美齡; cinese semplificato: 陈美龄; pinyin: Chén Měilíng; cantonese: Chan Mei ling; giapponese: アグネス・チャン; Hong Kong, 20 agosto 1955), è una cantante, attrice, scrittrice, insegnante e saggista cinese naturalizzata giapponese.
Sin dal 1988, è stata ambasciatrice della Commissione Giapponese dell'UNICEF, una corporazione giapponese privata che supporta l'UNICEF.

## Carriera

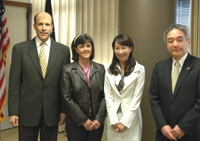
Agnes Chan con John Roos (ambasciatore statunitense in Giappone), Susan Roos (moglie del cuoco Roos Wilbur) e Ken Hayami (Direttore Esecutivo della commissione giapponese dell'UNICEF)

Durante gli anni della scuola media ad Hong Kong, Agnes iniziò a cantare e a suonare la chitarra, lavorando come volontaria in eventi di beneficenza. Il suo primo singolo di successo in madrepatria è stata una cover di The Circle Game di Joni Mitchell, eseguita insieme alla sorella attrice Irene Chan. Grazie a questa canzone, ed alla partecipazione ad alcuni film di Chang Cheh quali Young People e The Generation Gap, Agnes ha ottenuto popolarità in tutta l'Asia orientale.
Fu il cantante/compositore giapponese Masaaki Hirao a notarla e portarla nel paese del sol levante. Nel 1972, infatti, Agnes registrò il suo primo singolo in lingua giapponese, Poppy Flower (ひなげしの花), che la rese una idol in Giappone grazie alla voce chiara, al look sbarazzino ed all'imperfezione nell'accento che ebbe risultati positivi. Nel 1973 il suo terzo singolo, Splendor in the Grass (草原の輝き), le fece ottenere il premio Japan Record Grand Prix "Recluta dell'Anno".
Dopo gli studi superiori, Agnes studiò per due anni alla Sophia University di Tokyo, in seguito ai quali decise di prendersi una pausa dal mondo dello spettacolo e trasferirsi in Canada, per studiare psicologia sociale infantile alla University of Toronto.
Dopo essersi laureata nel 1978, Agnes tornò in Giappone per riprendere la carriera di cantante, e l'anno successivo pubblicò il suo primo album cantonese ad Hong Kong. Nel 1984, "Anno Internazionale della Gioventù", vinse un premio per aver scritto una tesi a favore della pace, e l'anno successivo tenne il suo primo concerto nella Cina continentale, alla palestra capitale di Pechino per un pubblico di 54.000 persone. Lo spettacolo fu istituito per una causa di beneficenza in favore della fondazione per i bambini di Soong Ching-ling.
Sempre nel 1984, Agnes volò in Etiopia per una missione di aiuti umanitari, a causa di una gravissima siccità e conseguente carestia. L'evento fu riportato nello speciale annuale di beneficenza 24-Hour TV, della Nippon Television Network, e segnò il ritorno definitivo di Agnes alla causa umanitaria, portata avanti parallelamente alla carriera nel mondo dello spettacolo.
Nel 1986 la cantante sposò il suo ex-manager Tsutomu Kaneko, e partorì il suo primogenito in Canada. Quando tornò in Giappone l'anno successivo ed iniziò a portare il bebè con sé anche nei luoghi di lavoro, nacquero delle controversie nella nazione sul ruolo delle madri lavoratrici, e la parola Agnes divenne quasi sinonimo di questa situazione.
Nel 1989 Agnes iniziò a studiare alla Stanford University, al Dipartimento di Scienze dell'Educazione. Durante il suo soggiorno negli Stati Uniti nacque il suo secondogenito. Nel frattempo, conobbe la professoressa Myra H. Strober, con la quale condusse un'indagine su dieci laureati dalle università di Tokyo e Stanford dieci anni dopo la laurea e l'avvio nel mondo del lavoro. L'indagine era indirizzata a mostrare le differenze tra uomini e donne in Giappone e negli Stati Uniti, e inoltre le fece ottenere il dottorato PhD. Questa volta, tornando in Giappone, Agnes non era più solo cantante, ma lettrice universitaria, professoressa e saggista. Fu nel 1998, quasi dieci anni dopo, che fu designata come prima ambasciatrice della "Commissione Giapponese dell'UNICEF", una corporazione privata che supporta l'UNICEF, ma non è strettamente affiliata ad esso.
L'istruzione avanzata di Agnes ebbe un profondo impatto sulla sua musica e la sua carriera canora. Dal 2000, infatti, le sue registrazioni presero un tono leggermente più oscuro e malinconico.

Nel 2002, iniziò a lavorare come scrittrice di romanzi, pubblicando Perfect Couple e Bullet Ring.
Nel 2005, Agnes ha cantato la prima cover di una sua stessa canzone, Splendor in the Grass 2005 (草原の輝き2005), che è stata poi scelta come sigla per un spot pubblicitario di un tè alle erbe della Asahi. Il suo singolo successivo, poi, è stato Flower of Happiness (しあわせの花). Ad ottobre dello stesso anno, ha vinto il quattordicesimo Premio dell'Educazione Pestalozzi, presentato all'Università di Hiroshima.
A febbraio del 2006, è stato pubblicato negli Stati Uniti il suo primo album in lingua inglese, Forget Yourself, che include anche un duetto con il leggendario Jackie Chan.
L'anno successivo Agnes ha pubblicato altri tre singoli giapponesi, inclusi poi in un album. Tra il 2007 ed il 2008, inoltre, ha effettuato un tour di concerti in circa 100 città giapponesi ed una tappa a Pechino, per festeggiare il trentacinquesimo anno della propria carriera musicale.
Ad ottobre del 2007 è stato reso noto che Agnes soffriva di cancro al seno, ed ha subito l'operazione chirurgica per eliminarlo al Tokyo Hospital
Ha due figli: il maggiore, Arthur, si è laureato alla Stanford University nel 2009, mentre il figlio minore Alex studia musica nella medesima università, dove è riuscito ad ottenere diverse attenzioni grazie a esibizioni acustiche i cui video sono stati pubblicati su YouTube.

## Apparizioni regolari

### Televisione
- TV Tokyo - Kitajima Wink Heart (conclusosi a settembre 2007)
- Chiba TV - Agnes' Music Salon (conclusosi a gennaio 2006)

### Radio
- Radio Nippon (RF) - Agnes' Sunny Side Up
- RTHK - City Snapshot (settembre 2005 - marzo 2006)

## Discografia

### Album
- 1971  Will the circle game be unbroken
- 1972  ORIGINAL(1), Poppy flower, With Love from Agnes
- 1973  As Stars, As Flowers, Splendor In The Grass, Flower Concert
- 1974  Agnes's small diary e The Concert for Your and Me, Fly of Swallows
- 1975  The Story of Small Love, Family concert, Hello To Youth, Say Thank You To You, Loving Songs, I Am In Love
- 1976  Mei Mei - Dream all the time, See You Again Some Day, Where shall I go to look for my lover, Agnes Chan, Memorial of Love
- 1977  How are you? e My lover, With love from Canada
- 1978  Happy Again, Ready, Go!
- 1979  Agnes in Wonderland, ABC AGNES, Carnation in the rain, Beautiful days
- 1980  Message, Morning Star, Love robber, Wonderer, Swallow has came back
- 1981  Love Me Little Love Me Long, Mystic words for love, Absorbed in love, Anxiety-forgetting grass
- 1982  Song of Lijiang River, Half Time, Christmas Song Medley
- 1983  Small question, Girl Friends, Wish you to being mellow
- 1985  Loving Harmony, Love will be found - City romance
- 1990  Dear Agnes - Carpenters collection
- 1992  World nursery rhyme and baby-sitter song complete volume I-V
- 1997  Agnes Chan Cantonese selection
- 1999  Famous baby-sitter song and nursery rhymes in the world
- 2000  Happy kids songs by Agnes, English songs by Agnes, Melancholy, Love, Peace & Freedom
- 2001  Private novel - My Love Story
- 2002  Now and Then, Agnes Chan CD BOX
- 2005  Lost & Found -Come to Me-
- 2006  Forget Yourself (CD e DVD)
- 2008  Peaceful World

### Singoli in classifica
| #  | Titolo                                                                               | Data di pubblicazione/Posizione in classifica |
| -- | ------------------------------------------------------------------------------------ | --------------------------------------------- |
| 1  | Circle Game (-?) Singolo di debutto ad Hong Kong                                     | 1971 (#1)                                     |
| 2  | Hinageshi No Hana (ひなげしの花?) Singolo di debutto in Giappone                     | 25-11-1972 (#5)                               |
| 3  | Yousei No Uta (妖精の詩?)                                                            | 10-04-1973 (#5)                               |
| 4  | Sougen No Kagayaki (草原の輝き?)                                                     | 25-07-1973 (#2)                               |
| 5  | Chiisana Koi No Monogatari (小さな恋の物語?) Singolo di maggior successo in Giappone | 25-10-1973 (#1)                               |
| 6  | Hoshi No Negai O (星に願いを?)                                                       | 25-02-1974 (#4)                               |
| 7  | Poketto Ippai No Himitsu (ポケットいっぱいの秘密?)                                   | 10-06-1974 (#6)                               |
| 8  | Utsukushii Asa Ga Kimasu (美しい朝が来ます?)                                         | 10-09-1974 (#8)                               |
| 9  | Ai No Mayoigo (愛の迷い子?)                                                          | 21-12-1974 (#2)                               |
| 10 | Koibito Tachi No Gogo (恋人たちの午後?)                                              | 25-03-1975 (#7)                               |
| 11 | Hadashi No Bouken (はだしの冒険?)                                                    | 10-06-1975 (#12)                              |
| 12 | Shiroi Kutsushita Wa Niawanai (白いくつ下は似合わない?)                              | 25-08-1975 (#12)                              |
| 13 | Fuyu No Hi No Kaerimichi (冬の日の帰り道?)                                           | 10-12-1975 (#14)                              |
| 14 | Koi No SEESAW GAME (恋のシーソー・ゲーム?)                                           | 10-04-1976 (#8)                               |
| 15 | Yume O Kudasai (夢をください?)                                                       | 10-08-1976 (#14)                              |
| 16 | Kokoro Ni Tsubasa O Kudasai (心に翼を下さい?)                                        | 25-04-1977 (#32)                              |
| 17 | Sukoshi Matte Te (少し待ってて?)                                                     | 25-08-1977 (#64)                              |
| 18 | Hana No Sasayaki (花のささやき?)                                                     | 25-11-1977 (#68)                              |
| 19 | AGAIN (アゲイン?)                                                                    | 25-08-1978 (#22)                              |
| 20 | Yasashisa Shirazu (やさしさ知らず?)                                                  | 25-11-1978 (#52)                              |
| 21 | Kagami No Naka No Watashi (鏡の中の私?)                                              | 30-03-1979 (#76)                              |
| 22 | 100 Man Nin No JABBERWOCKY (100万人のジャバウォーキー?)                              | 25-07-1979 (#97)                              |
| 23 | Ai No HARMONY (愛のハーモニー?)                                                      | 25-11-1984 (#61)                              |
| 24 | Kono Mi Ga Chigireru Hodo Ni ~Lovin' You Is Killin' Me~ (この身がちぎれるほどに?)    | 21-06-2000 (#50)                              |
| 25 | Wasurenai De ~Time To Say Goodbye~ (忘れないで?)                                     | 25-04-2001 (#80)                              |
| 26 | Shishousetsu ~My Love Story~ (私小説?)                                               | 21-09-2001 (#91)                              |
| 27 | Kokoro No Tabibito (心の旅人?)                                                       | 22-10-2003 (#97)                              |
| 28 | Soko Ni Wa Shiawase Ga Mou Umareteiru Kara (そこには 幸せが もう生まれているから?)   | 07-03-2007 (#26)                              |

## Opere scritte
- 1983  My Chinese dishes by Agnes
- 1984  Be peaceful with songs
- 1984  We all are the people who live on the earth
- 1993  Neo Woman
- 1994  Mama You Don't Need to be a Doctor
- 1996  We all are the people who live on the earth Part2
- 1997  Hong Kong Guide by Agnes
- 1999  The Road Winds Uphill All The Way (in collaborazione con Myra H. Strober), We all are the people who live for the future
- 2001  Positive child care by Agnes
- 2002  Perfection couple, Ring of bullet
- 2003  This road leads to the hill (traduzione giapponese)
- 2004  Cheers to the world!, Japan, where I love, Messages from little lives
- 2005  The Right Track -To people who live for the future-, What the Marriage Life is? (in collaborazione con Yoko Kitajima)
- 2006  Agnes' Style Aging - Chinese Herbal Detoxification, Flowers, Colors and Birthday Messages (collaborazione)
- 2007  We all are the people who live on the earth Part3, 26 words of love for finding happiness by Mother Teresa